# Fußball-Südasienmeisterschaft 2018
Die Fußball-Südasienmeisterschaft 2018 (offiziell SAFF Championship 2018) war die zwölfte Austragung des Turniers und fand vom 4. bis zum 15. September 2018 in Bangladesch statt. Bangladesch war nach 2003 und 2009 bereits zum dritten Mal Gastgeber des Wettbewerbs.
Sieben Mannschaften aus dem südasiatischen Raum spielten um den Titel des Südasienmeisters. Ursprünglich sollte das Turnier im Dezember 2017 und Januar 2018 ausgetragen werden, wurde aber auf Wunsch Indiens nach hinten verschoben.
Die Mannschaft der Malediven gewann mit einem 2:1-Sieg im Finale gegen Indien ihren zweiten Titel.

## Teilnehmer
Es nahmen die Mannschaften folgender Länder teil:
- Bangladesch (Gastgeber)
- Bhutan
- Indien
- Malediven
- Nepal
- Pakistan
- Sri Lanka

## Austragung und Modus
Alle Spiele wurden im Bangabandhu National Stadium in Dhaka ausgetragen.
Die sieben teilnehmenden Mannschaften wurden in zwei Gruppen mit vier bzw. drei Mannschaften eingeteilt. In der Gruppenphase spielten die Mannschaften jeweils einmal gegeneinander. Der Gruppensieger und der Zweitplatzierte erreichten das Halbfinale, die Gewinner der Halbfinalspiele trugen das Finale aus. Ein Spiel um den dritten Platz fand nicht statt.

## Auslosung
Die Auslosung fand am 18. April 2018 in Dhaka statt. Es wurden folgende Gruppen ausgelost:
| Gruppe A    | Gruppe B  |
| ----------- | --------- |
| Bangladesch | Indien    |
| Bhutan      | Sri Lanka |
| Nepal       | Malediven |
| Pakistan    |           |

## Gruppenphase

### Gruppe A
| Pl. | Land        | Sp. | S | U | N | Tore    | Diff. | Punkte |
| --- | ----------- | --- | - | - | - | ------- | ----- | ------ |
| 1.  | Nepal       | 3   | 2 | 0 | 1 | 007:200 | +5    | 06     |
| 2.  | Pakistan    | 3   | 2 | 0 | 1 | 005:200 | +3    | 06     |
| 3.  | Bangladesch | 3   | 2 | 0 | 1 | 003:200 | +1    | 06     |
| 4.  | Bhutan      | 3   | 0 | 0 | 3 | 000:900 | −9    | 0      |

| Di., 4. September 2018 |   |          |           |
| Nepal                  | – | Pakistan | 1:2 (0:1) |
| Di., 4. September 2018 |   |          |           |
| Bangladesch            | – | Bhutan   | 2:0 (1:0) |
| Do., 6. September 2018 |   |          |           |
| Nepal                  | – | Bhutan   | 4:0 (1:0) |
| Do., 6. September 2018 |   |          |           |
| Bangladesch            | – | Pakistan | 1:0 (0:0) |
| Sa., 8. September 2018 |   |          |           |
| Pakistan               | – | Bhutan   | 3:0 (2:0) |
| Sa., 8. September 2018 |   |          |           |
| Bangladesch            | – | Nepal    | 0:2 (0:1) |

### Gruppe B
| Pl.                                                                          | Land       | Sp. | S | U | N | Tore    | Diff. | Punkte |
| ---------------------------------------------------------------------------- | ---------- | --- | - | - | - | ------- | ----- | ------ |
| 1.                                                                           | Indien     | 2   | 2 | 0 | 0 | 004:000 | +4    | 06     |
| 2.                                                                           | Malediven* | 2   | 0 | 1 | 1 | 000:200 | −2    | 01     |
| 3.                                                                           | Sri Lanka* | 2   | 0 | 1 | 1 | 000:200 | −2    | 01     |
| *Wegen Punkt- und Torgleichheit entschied ein Münzwurf über die Platzierung. |            |     |   |   |   |         |       |        |

| Mi., 5. September 2018 |   |           |           |
| Indien                 | – | Sri Lanka | 2:0 (1:0) |
| Fr., 7. September 2018 |   |           |           |
| Malediven              | – | Sri Lanka | 0:0       |
| So., 9. September 2018 |   |           |           |
| Indien                 | – | Malediven | 2:0 (2:0) |

## Finalrunde

### Halbfinale
| Mi., 12. September 2018 |   |           |           |
| Nepal                   | – | Malediven | 0:3 (0:1) |
| Mi., 12. September 2018 |   |           |           |
| Indien                  | – | Pakistan  | 3:1 (0:0) |

### Finale
| Sa., 15. September 2018 |   |        |           |
| Malediven               | – | Indien | 2:1 (1:0) |